# Yoshikawa, Saitama
Yoshikawa (japanska: 吉川市?, Yoshikawa-shi) är en stad i Saitama prefektur i Japan. Staden fick stadsrättigheter 1966.